# Rai News 24
Rai News 24 (bis zum 24. Februar 2013 Rai News) ist ein italienischer Nachrichtensender der öffentlich-rechtlichen Fernsehanstalt Rai – Radiotelevisione Italiana. Der Nachrichtenkanal bietet rund um die Uhr nationale und internationale Meldungen aus Politik, Wirtschaft, Sport, Gesellschaft und Kultur. Der Sender hat seinen Sitz im Produktionszentrum der RAI in Saxa Rubra bei Rom.

## Geschichte
Rai News ging am 26. April 1999 um 6 Uhr morgens auf Sendung. Seit dem 10. November 2006 hat Rai News einen eigenen Kanal auf YouTube. Bis zum 3. Mai 2010 übertrug Rai 3 zwischen 7 und 7:30 Uhr die Nachrichten von Rai News. Seit Herbst 2011 sendet Rai News im 16:9-Bildformat.

## Direktoren
- Roberto Morrione (1999–2006)
- Corradino Mineo (2006–2013)
- Monica Maggioni (seit 2013)

## Programm
Das Programm konzentriert sich auf Nachrichten. Halbstündlich wird eine aktuelle Nachrichtensendung gezeigt, gefolgt von der Wetterprognose. Ebenfalls halbstündlich werden die Verkehrshinweise von CCISS Viaggiare informati gesendet. Außerdem zeigt Rai News Wiederholungen der Nachrichten von den Sendern Rai 1 (TG1), Rai 2 (TG2) und Rai 3 (TG3). Rai News ist zwischen 2 und 7 Uhr auch auf Rai 3 zu sehen.

## Empfangbarkeit
Rai News 24 war bis 17. Dezember 2024 über den Satelliten Astra 1 l zu empfangen. Seitdem ist das Programm via Satellit nur noch über Eutelsat 5 West B erreichbar.